# Terezín (Petrov nad Desnou)
Terezín (deutsch Theresienthal) ist ein Ortsteil der Gemeinde Petrov nad Desnou in Tschechien. Er liegt sieben Kilometer nordöstlich von Šumperk und gehört zum Okres Šumperk.

## Geographie
Terezín erstreckt sich südwestlich des Altvatergebirges im Rabenseifener Bergland (Hraběšická vrchovina) am linken Ufer der Desná (Tess). Nordöstlich erhebt sich der Kamenitý kopec (Steinigberg, 615 m), östlich der Farský vrch (Trausnitzberg, 628 m), westlich der Bukový kopec (Große Anhöhe, 640 m) und im Nordwesten der Lázeňský vrch (Rothenberg, 659 m). Am gegenüberliegen Flussufer befinden sich die Glashütte Rapotín und das Schloss Velké Losiny.
Nachbarorte sind Velké Losiny im Norden, Maršíkov im Nordosten, Štětínov und Sobotín im Osten, Petrov nad Desnou im Süden, Rapotín im Südwesten sowie Ludvíkov im Nordwesten.

## Geschichte
Theresienthal wurde 1789 im Zuge der Parzellierung des zur Herrschaft Wiesenberg gehörigen Hofes Petersdorf angelegt. Das Dorf bestand aus zwei Häuserreihen beiderseits einer Dorfstraße. Benannt wurde die Ansiedlung nach der zweiten Ehefrau von Ludwig Anton von Zierotin, Maria Theresia, geborene von Schrattenbach. 1829 wurde die Glashütte Engelsthal bei Winkelsdorf stillgelegt und gegenüber von Theresienthal an der Tess eine neue Hütte angelegt. Im Jahre 1834 bestand Theresienthal aus 32 Häusern und hatte 243 Einwohner.
Nach der Aufhebung der Patrimonialherrschaften bildete Theresienthal/Terezov ab 1850 einen Ortsteil der Gemeinde Petersdorf im Bezirk Mährisch Schönberg und im Gerichtsbezirk Wiesenberg. 1871 nahm die Eisenbahn von Mährisch Schönberg nach Zöptau den Betrieb auf und bei der Reitendorfer Glashütte wurde der Bahnhof Reitendorf angelegt. Zum Ende des 19. Jahrhunderts änderte sich der tschechische Name in Terezín. 1921 lebten in Theresienthal 203 Menschen in 34 Häusern.
Nach dem Münchner Abkommen wurde Theresienthal 1938 dem Deutschen Reich angeschlossen und gehörte bis 1945 zum Landkreis Mährisch Schönberg. Am 5. Mai 1939 wurde das Dorf zusammen mit Petersdorf an der Tess nach Reitendorf eingemeindet. Nach dem Zweiten Weltkrieg erfolgte am 9. Mai 1945 die Umgemeindung nach Sobotín und am 31. Januar 1946 wurde Terezín wieder ein Ortsteil der wiedererrichteten Gemeinde Petrovice nad Desnou. 1980 wurde Terezín zusammen mit Petrov erneut nach Sobotín eingemeindet. 1991 hatte der Ort 126 Einwohner. Im Jahre 2001 bestand das Dorf aus 41 Wohnhäusern, in denen 124 Menschen lebten. Seit Januar 2010 gehört Terezín zur Gemeinde Petrov nad Desnou.

## Sehenswürdigkeiten
- Felsformation Grátová skála (Weißenstein), am Kamenitý kopec nordöstlich des Dorfes
- Schloss Velké Losiny
- Glashütte Rapotín